# Citheronia guayaquila
Citheronia guayaquila är en fjärilsart som beskrevs av William Schaus 1927. Citheronia guayaquila ingår i släktet Citheronia och familjen påfågelsspinnare. Inga underarter finns listade i Catalogue of Life.